# Austrorossia enigmatica
Austrorossia enigmatica is een dwerginktvis die voorkomt in het zuidoosten van de Atlantische Oceaan. De soort is waargenomen aan de Zuid-Afrikaanse kusten van Namibië tot Kaapprovincie. De soort leeft op diepten van 276 tot 400 m en bereikt een mantellengte van 27 mm.
.
De locatietype van deze soort is de Zuid-Afrikaanse kust.  De soorttypen zijn in bezit van The Natural History Museum in Londen.
De geldigheid van A. enigmatica wordt echter in betwijfeld.